# Domaine de Breivelde
Le Domaine de Breivelde (en néerlandais: « Domein Breivelde ») est un parc situé à Grotenberge, dans la ville belge de Zottegem.
Le domaine est  un vaste parc de style anglais contenant des cascades, des étangs et un arborétum d'arbres exotiques, créé à la fin du XIXe siècle. Le château de Breivelde fut reconstruit en 1904 en style néo-Renaissance.

## Histoire
Le domaine était connu sous les noms de « Warande » en « Heiligenborre » et s'utilisait pour la chasse et la pêche.
En 1830 Josephus Johannes De Rouck y possédait un bois d'agrément et un plan d'eau d'agrément. L'industriel Auguste De Rouck héritait du domaine en 1852 et y construisit une demeure en 1871. Le Gantois Georges Herry achetait le domaine en 1887 et fit aménager le parc en style anglais. En 1902 Philippe Plancqaert van Exen van Beauvechain acheta le domaine.
En 1904 il fit reconstruire la demeure en château (Kasteel Breivelde) en style néo-Renaissance. En 1907 le domaine passa entre les mains du chevalier Walérand van Male de Ghorain (marié à Caroline Moretus Plantin de Bouchout). Le domaine de Breivelde devint un domaine communal ouvert au public en 1971. Depuis 1982 le domaine est reconnu comme site classé.

## Images

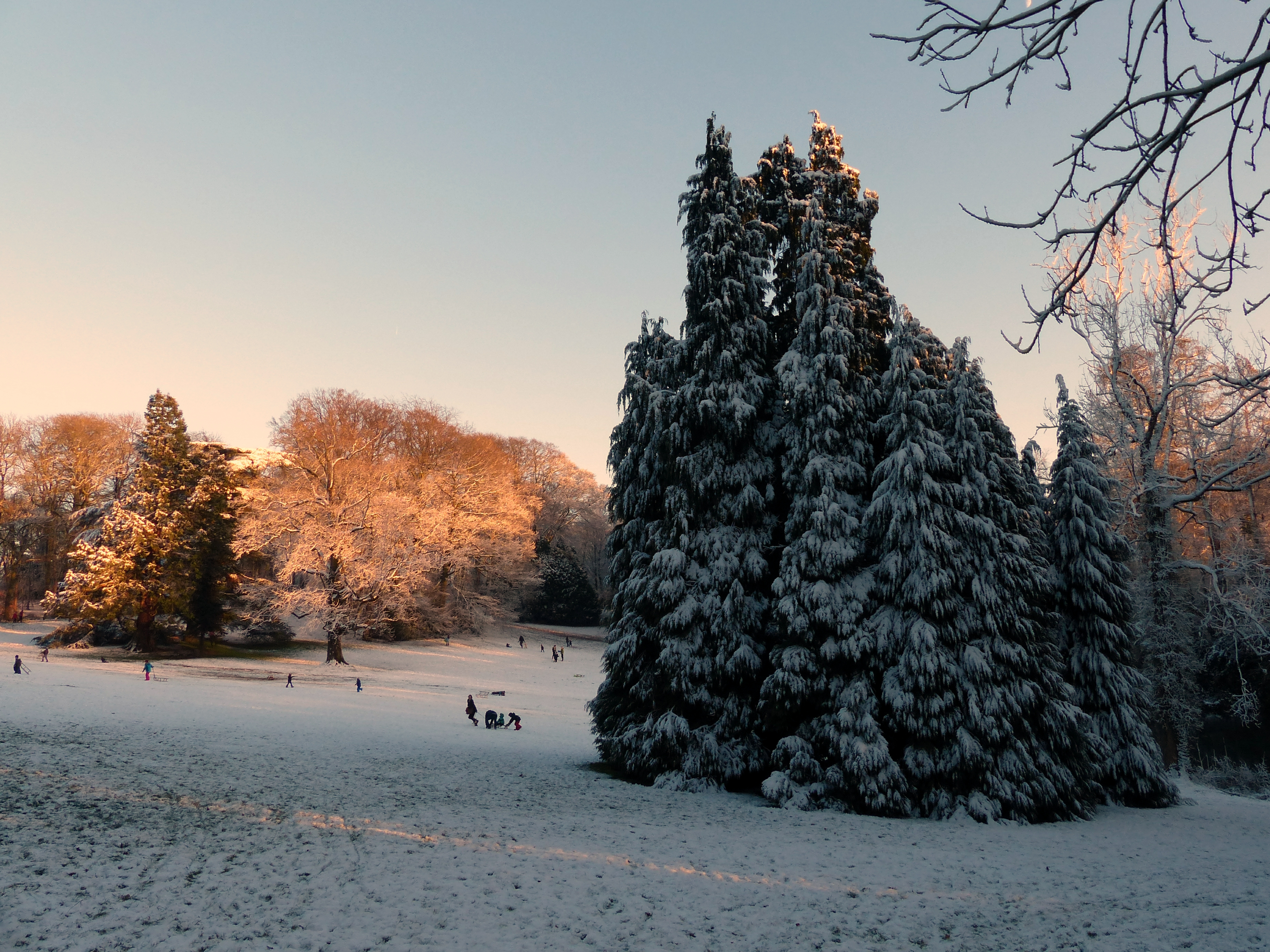
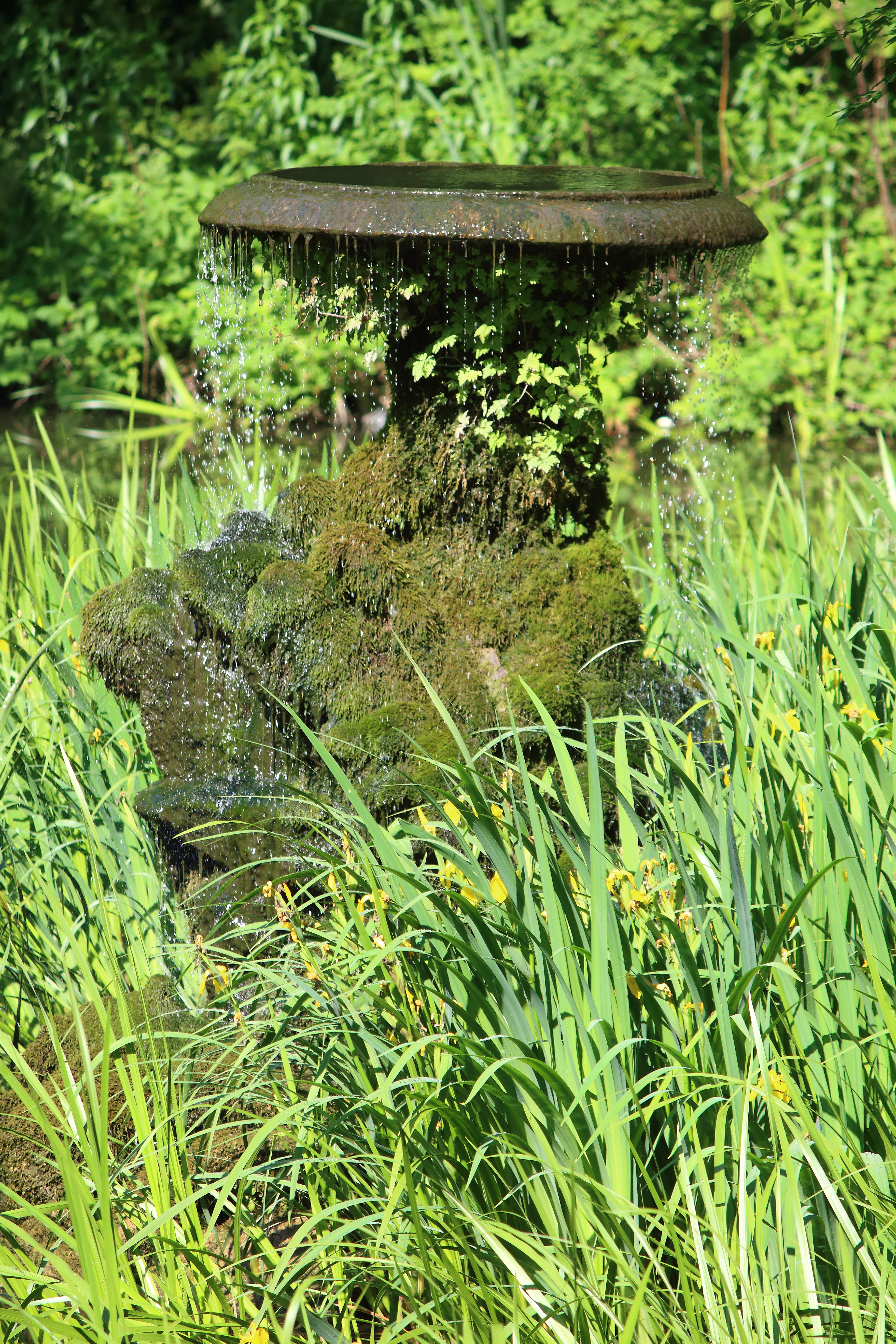
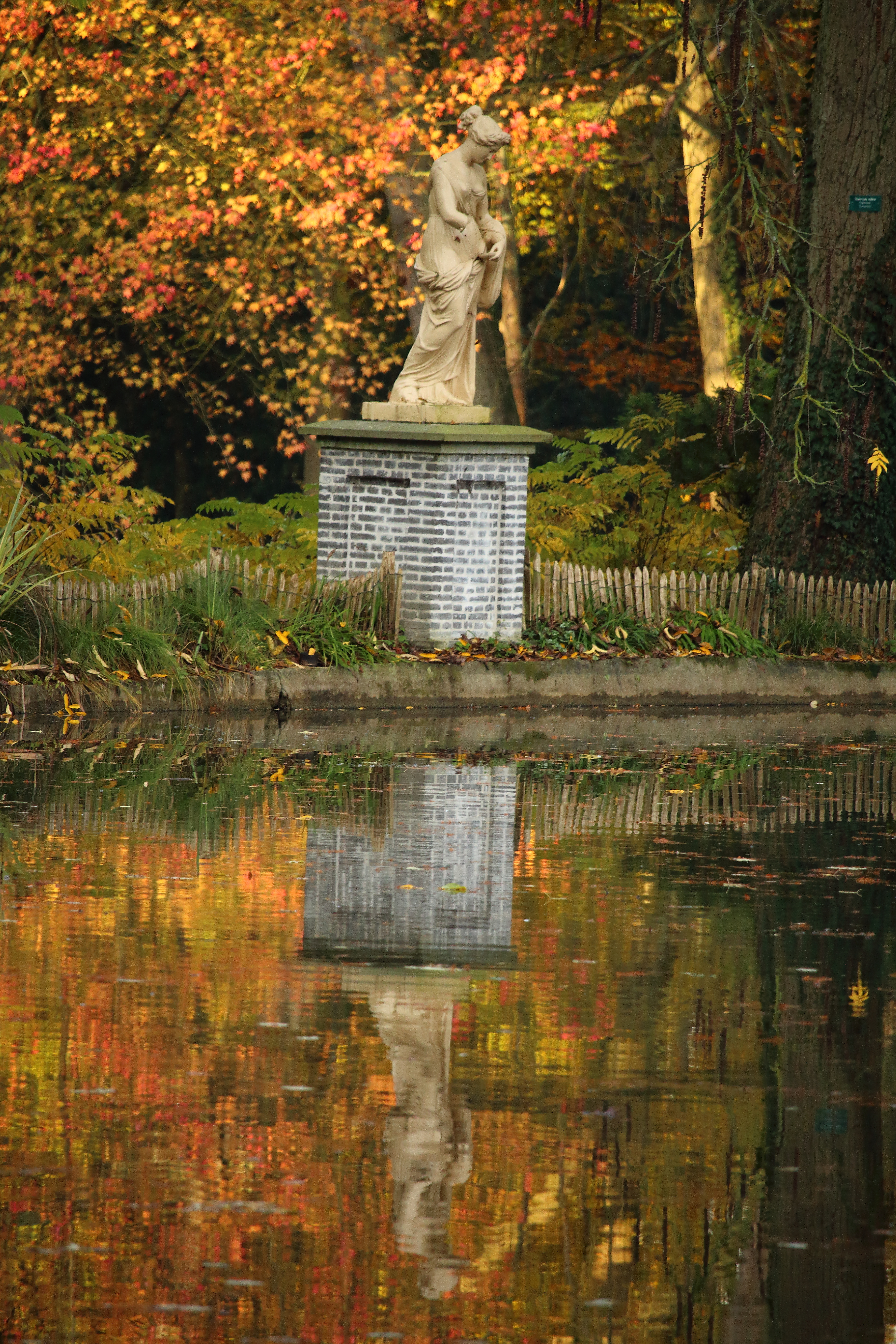
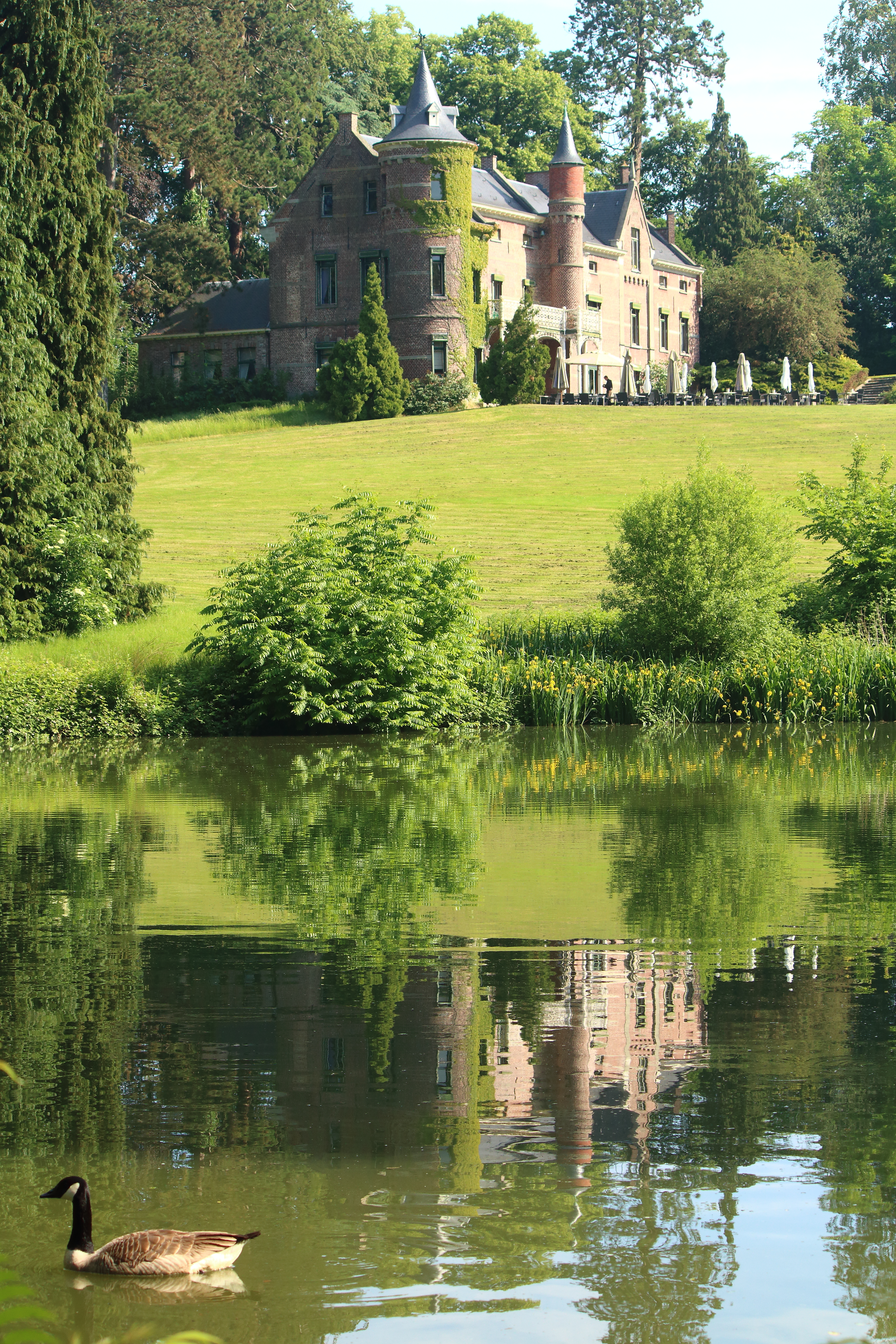
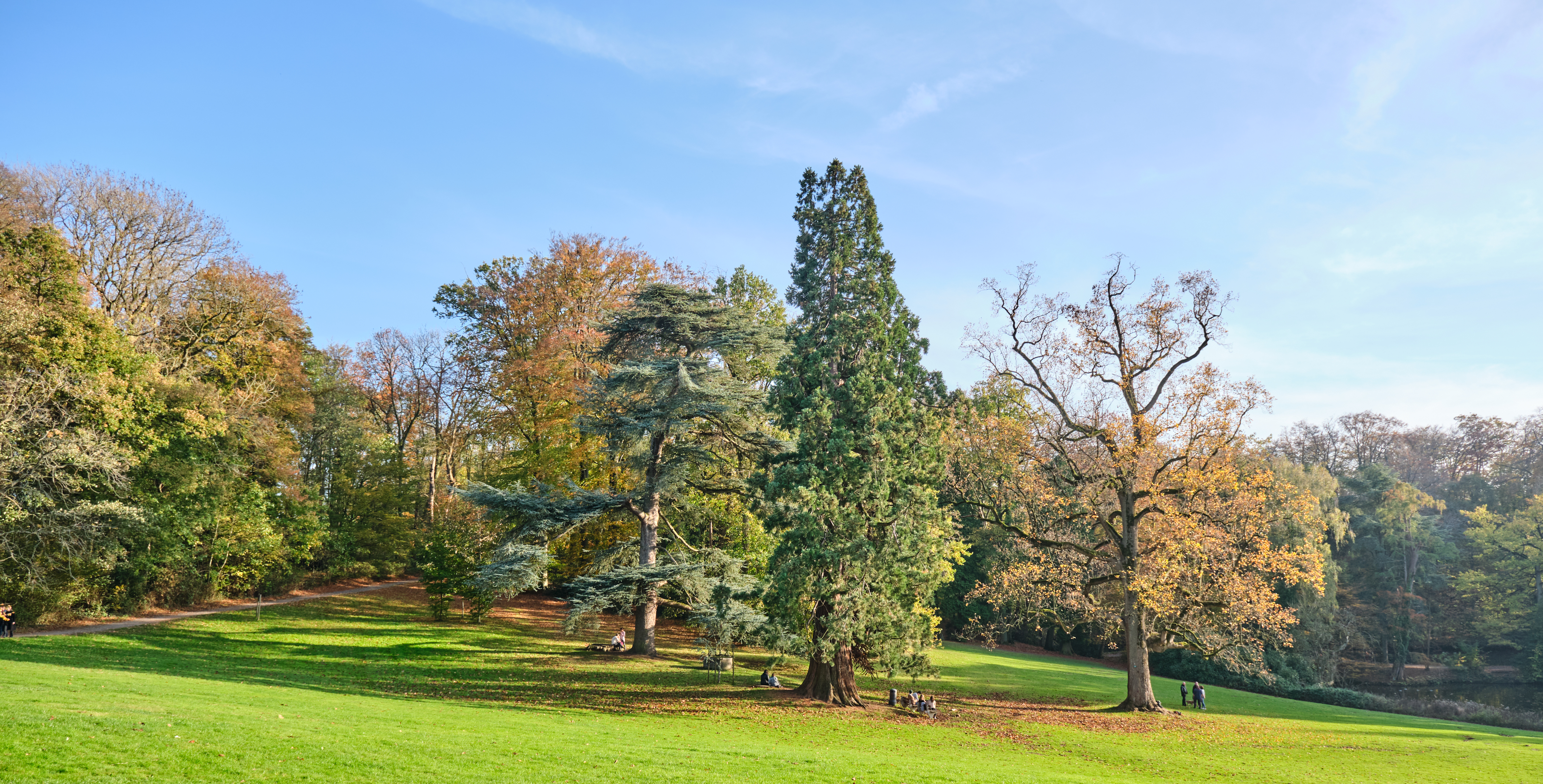